# Trương Hữu Đức
Trương Hữu Đức (1930-1972), nguyên là một sĩ quan Kỵ binh cao cấp của Quân lực Việt Nam Cộng hòa. Ông xuất thân từ trường Võ bị Liên quân thời kỳ Quân đội Quốc gia. Ra trường, ông được chọn về đơn vị Thám thính (sau cải danh thành Thiết giáp). Sau đó tốt nghiệp trường Kỵ binh Pháp. Trong suốt thời gian tại ngũ, ông hoàn toàn phục vụ trong ngành chuyên môn của mình. Năm 1972, khi đang là Đại tá Chiến đoàn trưởng Chiến đoàn Đặc nhiệm, ông tử trận trong khi đang thi hành nhiệm vụ. Được truy thăng cấp bậc Chuẩn tướng.

## Tiểu sử & Binh nghiệp
Ông sinh vào tháng 8 năm 1930 tại Rạch Giá (Kiên Giang) trong một gia đình điền chủ lớn, miền Nam Việt Nam. Năm 1949, ông tốt nghiệp Trung học chương trình Pháp tại Cần Thơ với văn bằng Tú tài bán phần (Part I). Được bổ dụng làm công chức tại nguyên quán cho đến khi gia nhập quân đội.

### Quân đội Quốc gia Việt Nam
Tháng 9 năm 1953, thi hành lệnh động viên, ông nhập ngũ vào Quân đội Quốc gia, mang số quân: 50/125.014. Theo học khóa 10 Trần Bình Trọng tại trường Võ Bị Liên Quân Đà Lạt, khai giảng ngày 1 tháng 10 năm 1953. Ngày 1 tháng 6 năm 1954 mãn khóa tốt nghiệp với cấp bậc Thiếu úy hiện dịch. Ra trường, ông được chọn phục vụ trong đơn vị Thám thính Xa với chức vụ Trung đội trưởng.

### Quân đội Việt Nam Cộng hòa
Ngày 1 tháng 6 năm 1956, sau một thời gian ngắn chuyển sang phục vụ Quân lực Việt Nam Cộng hòa (đổi tên từ Quân đội Quốc gia), ông được thăng cấp Trung úy giữ chức vụ Chi đoàn phó. Sau đó ông được cử đi du học khóa 5 căn bản Thiết giáp tại trường Kỵ binh Saumur, Pháp. Năm 1960, ông được thăng cấp Đại úy và được cử làm Chi đoàn trưởng Chi đoàn M.24 thuộc Trung đoàn 1 Thiết giáp.
Đầu tháng 11 năm 1963, sau cuộc đảo chính Tổng thống Ngô Đình Diệm (ngày 1 tháng 11). Ngày 3 tháng 11, ông được thăng cấp Thiếu tá và được cử giữ chức vụ Trưởng ban 3 trong Bộ chỉ huy Chiến đoàn Thiết vận xa M.113 ở Mỹ Tho do Trung tá Lý Tòng Bá làm Chiến đoàn trưởng.
Tháng 7 năm 1968, ông được giao nhiệm vụ hướng dẫn phái đoàn sĩ quan trong Quân lực gồm 31 khóa sinh theo học khóa "Tác chiến trong rừng" tại Mã Lai cho đến cuối tháng 10 mãn khóa về nước. Ngày Quốc khánh Đệ nhị Cộng hòa 1 tháng 11 cùng năm về nước ông được thăng cấp Trung tá tại nhiệm.
Tháng 3 năm 1971, ông được cử giữ chức vụ Thiết đoàn trưởng Thiết đoàn 5 Kỵ binh ở Long Khánh thay thế Thiếu tá Trần Văn Nô. Ngày Quân lực 19 tháng 6 cùng năm ông được thăng cấp Đại tá tại nhiệm. Mùa hè năm 1972 tại mặt trận An lộc (Bình Long), đầu tháng 4 ông được cử làm Chiến đoàn trưởng Chiến đoàn 52 Đặc nhiệm (Chỉ huy đơn vị Thiết giáp và Biệt động quân).

## Tử trận
Sáng ngày 13 tháng 4 năm 1972, khi đang bay trên Trực thăng để điều động lực lượng hỗn hợp gồm: Thiết giáp, Biệt động quân liên kết với Tiểu đoàn 8 Nhảy dù khai thông Quốc lộ 13 ở Chơn Thành, Bình Long. Bị trúng đạn của đối phương từ dưới bắn lên, ông bị tử trận hưởng dương 42 tuổi.
Ông được truy thăng cấp bậc Chuẩn tướng và truy tặng Đệ tứ đẳng Bảo quốc Huân chương kèm Anh dũng Bội tinh với nhành dương liễu. Tang lễ được cử hành trọng thể với lễ nghi quân cách của một tướng lãnh.
Tên ông được đặt cho khóa 27 trường Võ bị Quốc gia Đà Lạt (Khóa Trương Hữu Đức 1970-1974).

## Huy chương
-Huy chương ngội sao bạc của Hoa Kỳ (ân thưởng)
-Đệ tứ đẳng Bảo quốc Huân chương đệ tứ đẳng (truy tặng)
-Anh dũng Bội tinh với nhành dương liễu (truy tặng)